# Lili Bosse
Lili Bosse es una política y filántropa estadounidense. Hija de supervivientes del Holocausto, ha apoyado muchas causas judías en los Estados Unidos e Israel. Sirvió como Alcalde de Beverly Hills, California en su centenario, desde marzo de 2014 hasta marzo de 2015. Durante su mandato, encabezó el semanal para residentes "Walk With the Mayor", apoyó el boicot del Beverly Hills Hotel propiedad del Sultán de Brunéi, y promovió negocios con China por la industria del lujo. Sirve en el Ayuntamiento de Beverly Hills. 

## Primeros años
Lili Bosse (nacida Toren) creció en South Maple Drive en Beverly Hills, California. Es la única hija de supervivientes del Holocausto. Su padre, Jack Toren, murió en 1993. Su madre, Rosalia (Orenstein) Toren, nacida en Polonia, escapó del campo de concentración de Auschwitz y escribió dos libros sobre sus experiencias: Destiny en 1991 y A New Beginning en 1997; falleció en febrero de 2015. Sus padres se conocieron en Israel poco después de la Segunda Guerra Mundial y decidieron emigrar a los Estados Unidos de América.
Fue educada en el Beverly Vista School y en el Beverly Hills High School. Se graduó en la University of Southern California.

## Carrera política
Sirvió en la Comisión de Tráfico y Aparcamiento de Beverly Hills desde 1997 hasta 2002, y en la Comisión Planificadora de Beverly Hills desde 2007 hasta 2011. She was elected to a four-year term on the five-member Beverly Hills City Council in 2011. Fue elegida por el Ayuntamiento como Teniente de Alcalde durante un año en 2013, y seguidamente como Alcaldesa en 2014.
Juró como Alcaldesa el 25 de marzo de 2014, por el actor Sidney Poitier en una ceremonia en el Wallis Annenberg Center for the Performing Arts. Poitier también le hizo jurar como Teniente de Alcalde en 2013. Una de sus primeras medidas como Alcaldesa fue anunciar la "Iniciativa Ciudad Saludable", la cual ayudó a hacer de Beverly Hills "la ciudad más saludable del mundo".
Inició un programa "Walk With the Mayor": cada Lunes a las 8:30AM, los residentes de Beverly Hills eran invitados a reunirse en Crescent Drive y caminar con ella durante noventa minutos para escuchar la historia de los negocios locales y hablar con ella directamente sobre asuntos conciernientes a la ciudad. Se motiva a los caminantes para que lleven una camiseta naranja con el eslogan "Healthy City" en ella. En agosto de 2014, Bosse celebró su cumpleaños durante la caminata, parando en Beverly Cañón Gardens, junto a 400 caminantes. La última caminata fue el 23 de marzo de 2015.
Bosse también anunció su plan para crear un parque para perros en Beverly Hills, en la esquina de Foothill Road y Alden Drive.
A principios de mayo de 2014, dio la bienvenida a una resolución del Ayuntamiento de Beverly Hills para instar al Sultán de Brunéi, Hassanal Bolkiah, a vender el Beverly Hills Hotel después de que él aporbase una ley en Brunéi para imponer la ley Islámica Sharia allí, incluyendo la pena de muerte por adulterio y sexo homosexual. Ella añadió que había tomado la "decisión personal" de no devolver el hotel hasta que la situación se resolviese. La decisión fue alabada por la Rabino Laura Geller del Templo Emanuel, donde Bosse es una feligresa.
Desde el 25 de mayo hasta el 3 de junio de 2014, visitó China como parte de una delegación. Se reunió con autoridades en Beijing, Wuhan, Hongan, Guangzhou, y Jieyang para promover los negocios entre China y Beverly Hills, especialmente en la industria del lujo.

## Filantropía
Sirvió como Presidenta de la Fundación de Educación de Beverly Hills, desde la que recibió el Premio Espíritu de la Filantropía. Durante su mandato, organizó el primer Baile de la Manzana y Camino para Escuelas. Junto a su marido, dotó la Academia de Liderazgo Bosse para empleados de escuelas públicas y proveyó fondos para mejorar las instalaciones de KBEV, la televisión de estudiantes en Beverly Hills. También hicieron la mayor donación al sistema educacional de Beverly Hills en 2011 en un esfuerzo por prevenir los recortes de personal. Además, donaron al Maple Counseling Center en Beverly Hills.
Además, ha sido miembro de los Amigos de las Beverly Hills Public Library y el Rotary Club de Beverly Hills. Junto a su marido, es una de las mayores donantes del Beverly Hills 9/11 Memorial Garden. También es una miembro fundacional de la organización Policía y Comundidad Juntas.
Anteriormente sirvió en el consejo de administración del Templo Wilshire Boulevard. Además, ha servido en el Programa Liderazgo de la Wexner Foundation, una organización caritativa diseñada para mejorar el liderazgo judío. También ha servido como Presidenta del Fondo de Riesgo para Mujeres y la División León de Judah de la Federación judía de Greater Los Angeles. Por otra parte, ha serivod en Junta de Dirección del Hebrew Union College-Jewish Institute of Religion. Ha recibido el Premio a Servicios Comunitarios Edgar F. Magnin del Hillcrest Country Club, un club de campo judío en Los Ángeles. Además, ha recibido el Premio Logro de Mujeres del Sheba Medical Center, un hospital en Ramat Gan, Este de Tel Aviv en Israel.
Junto a su marido Jon, donó 100,000 dólares a la división Moriah Films del Simon Wiesenthal Center en honor del 90 cumpleñaos de su madre en 2013-el nombre "Rose Orenstein Toren" aparecerá en los créditos finales de todos los documentales seguidamente producidos por el centro. en 2013, los dos sirvieron en el Consejo Regional del Sur de California de Birthright Israel.
Ella sirve en la junta ejecutiva de Mujeres Visionarias, una organización sin ánimo de lucro que promueve a las mujeres en posiciones de liderazgo.

## Vida personal
Está casada con Jon Bosse, el copresidente y Jefe de Inversiones de NWQ, una filial de Nuveen Investments. Tienen dos hijos, Andrew y Adam. Residen en Beverly Hills, California.